# Meadowlands
Meadowlands és una població dels Estats Units a l'estat de Minnesota. Segons el cens del 2000 tenia 111 habitants.

## Demografia
Segons el cens del 2000, Meadowlands tenia 111 habitants, 53 habitatges, i 28 famílies. La densitat de població era de 112,8 habitants per km².
Dels 53 habitatges en un 22,6% hi vivien nens de menys de 18 anys, en un 41,5% hi vivien parelles casades, en un 11,3% dones solteres, i en un 45,3% no eren unitats familiars. En el 37,7% dels habitatges hi vivien persones soles el 34% de les quals corresponia a persones de 65 anys o més que vivien soles. El nombre mitjà de persones vivint en cada habitatge era de 2,09 i el nombre mitjà de persones que vivien en cada família era de 2,72.
Per edats la població es repartia de la següent manera: un 23,4% tenia menys de 18 anys, un 1,8% entre 18 i 24, un 32,4% entre 25 i 44, un 10,8% de 45 a 60 i un 31,5% 65 anys o més.
L'edat mediana era de 42 anys. Per cada 100 dones de 18 o més anys hi havia 77,1 homes.
La renda mediana per habitatge era de 20.625 $ i la renda mediana per família de 23.750 $. Els homes tenien una renda mediana de 35.000 $ mentre que les dones 23.750 $. La renda per capita de la població era d'11.682 $. Entorn del 3,7% de les famílies i el 14% de la població estaven per davall del llindar de pobresa.

## Poblacions més properes
El següent diagrama mostra les poblacions més properes.